# Evzone

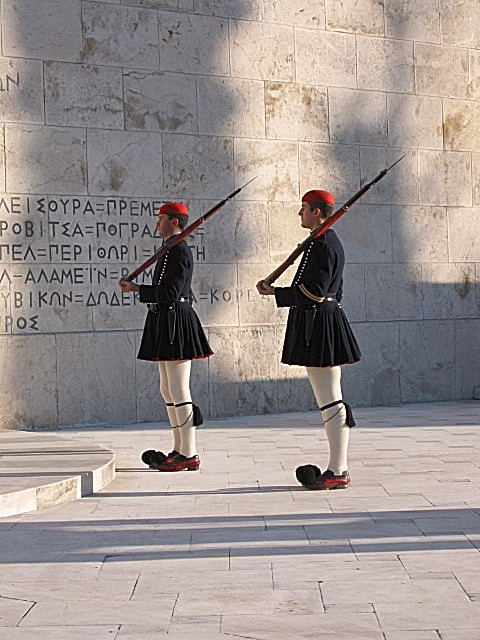
Evzonen auf dem Athener Syntagma-Platz am Grab des unbekannten Soldaten (Januar 2004)

Als Evzone (Plural Evzonen, griechisch Εύζωνες Evzones, deutsch ‚Wohlgegürtete‘ im Sinne von Leichtbewaffnete) werden die Soldaten der ehemaligen königlich-griechischen Leibgarde bezeichnet. Der amtliche Name des Eliteregiments lautet seit 1974 Präsidialgarde (Προεδρική Φρουρά Proedrikí Frurá).

## Geschichte
Evzonen wurden die Eliteeinheiten der Myrmidonen im antiken Hellas genannt. Sie haben eine lange Tradition in der Geschichte Griechenlands als Beschützer der hellenischen Territorien gegen einfallende Völker und Armeen. Sie spielten auch eine entscheidende Rolle bei der Revolution gegen die osmanische Herrschaft.
Die heutigen Evzonen wurden von König Otto gegründet, die Hoftracht wurde von Königin Amalia entworfen. Sie besteht aus der Fustanella (kurzer weißer gefältelter Rock) und der Fermeli (Wams), der von speziell ausgebildeten Soldaten genäht und bestickt wird. Dazu gehören die krossia (Schürze aus Seidenstreifen) und die tsarouchia (Schnabelschuhe mit Quaste).
Nach der Besetzung des gesamten Festland-Griechenlands durch die Deutsche Wehrmacht im Jahr 1943 stellte HSSPF Walter Schimana gemeinsam mit der Kollaborationsregierung unter Ioannis Rallis drei griechische Evzonenregimenter auf. Sie wurden auf Deutschland vereidigt, dies führte zu Protesten der Regierung Rallis. Auch bei Tessin sind drei nationalgriechische Freiwilligen-Bataillone mit deutschen Verwaltungsbeamten angegeben (Pol.Freiw.Batl. I/Athen, II/Lamia, III/Verria).
Diese Evzonen-Truppen wurden wie die ebenfalls von Schimana und Rallis aufgestellten Sicherheitsbataillone hauptsächlich im Kampf gegen kommunistische Partisanen der ELAS eingesetzt, so auch bei den berüchtigten Razzien in Athen; sie waren durch ihre Uniformen erkennbar. Nach der Befreiung Griechenlands 1944 wurden die Evzonen- und Sicherheitsbataillone entwaffnet.
Seit der Abschaffung der Monarchie stellen die Evzonen die Präsidialgarde und nehmen Wach- und Repräsentationsaufgaben wahr. Es handelt sich bei den Evzonen noch heute um ein Eliteregiment der griechischen Armee.
Am Syntagma-Platz vor dem Parlaments-Gebäude findet stündlich ein Wachwechsel der Evzonen vor dem Grab des unbekannten Soldaten statt.

## Berühmte Evzonen
- Nikolaos Plastiras
- Dimitrios Psarros
- Thrasyvoulos Tsakalotos
- Ioannis Velissariou
- Konstantinos Koukidis

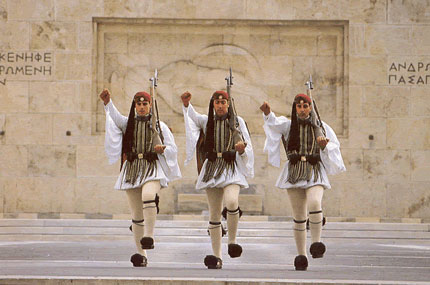
Evzonen vor dem Grab des Unbekannten Soldaten am Syntagma-Platz in Athen, Griechenland
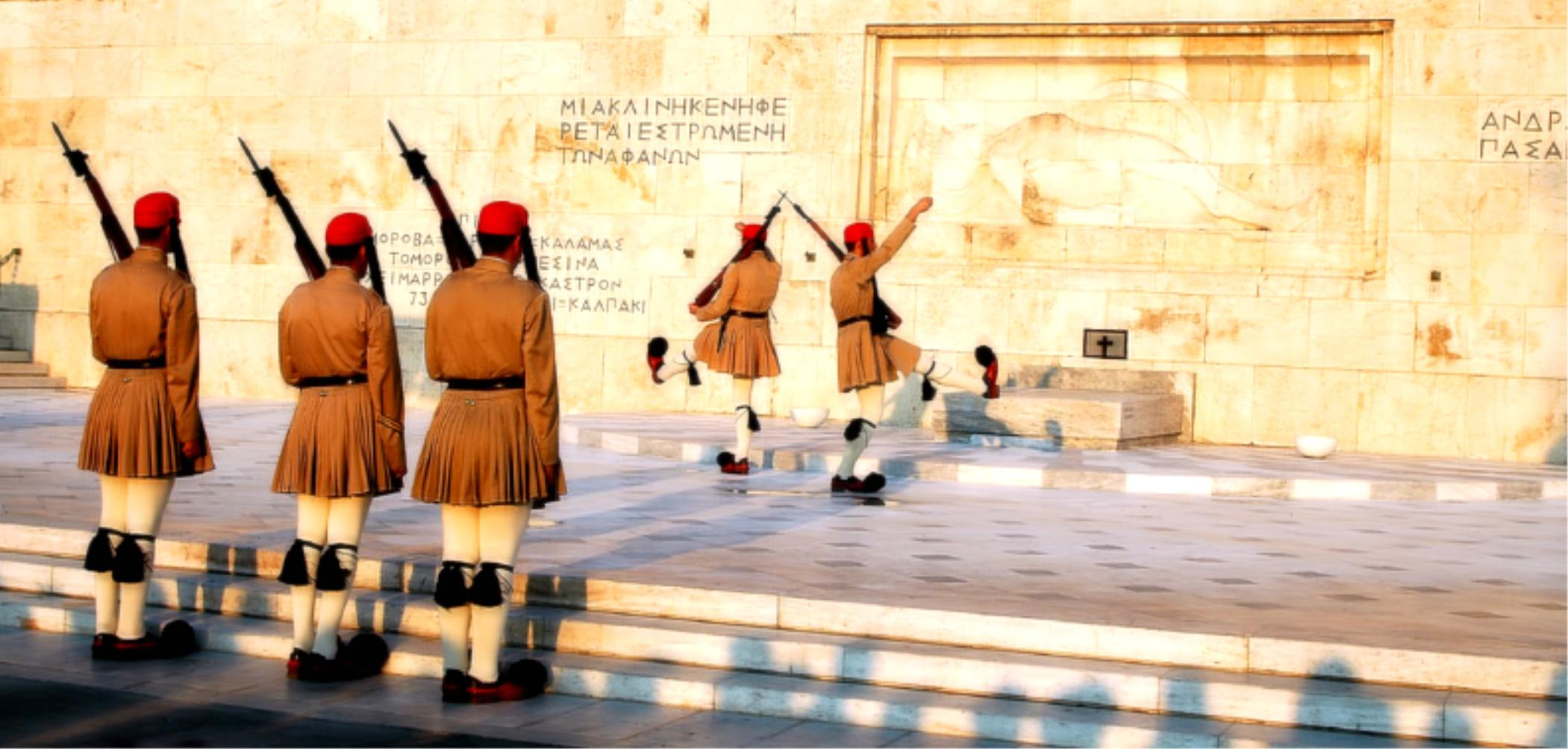
Wachwechsel der Evzonen vor dem Grab des Unbekannten Soldaten am Syntagma-Platz in Athen, Griechenland
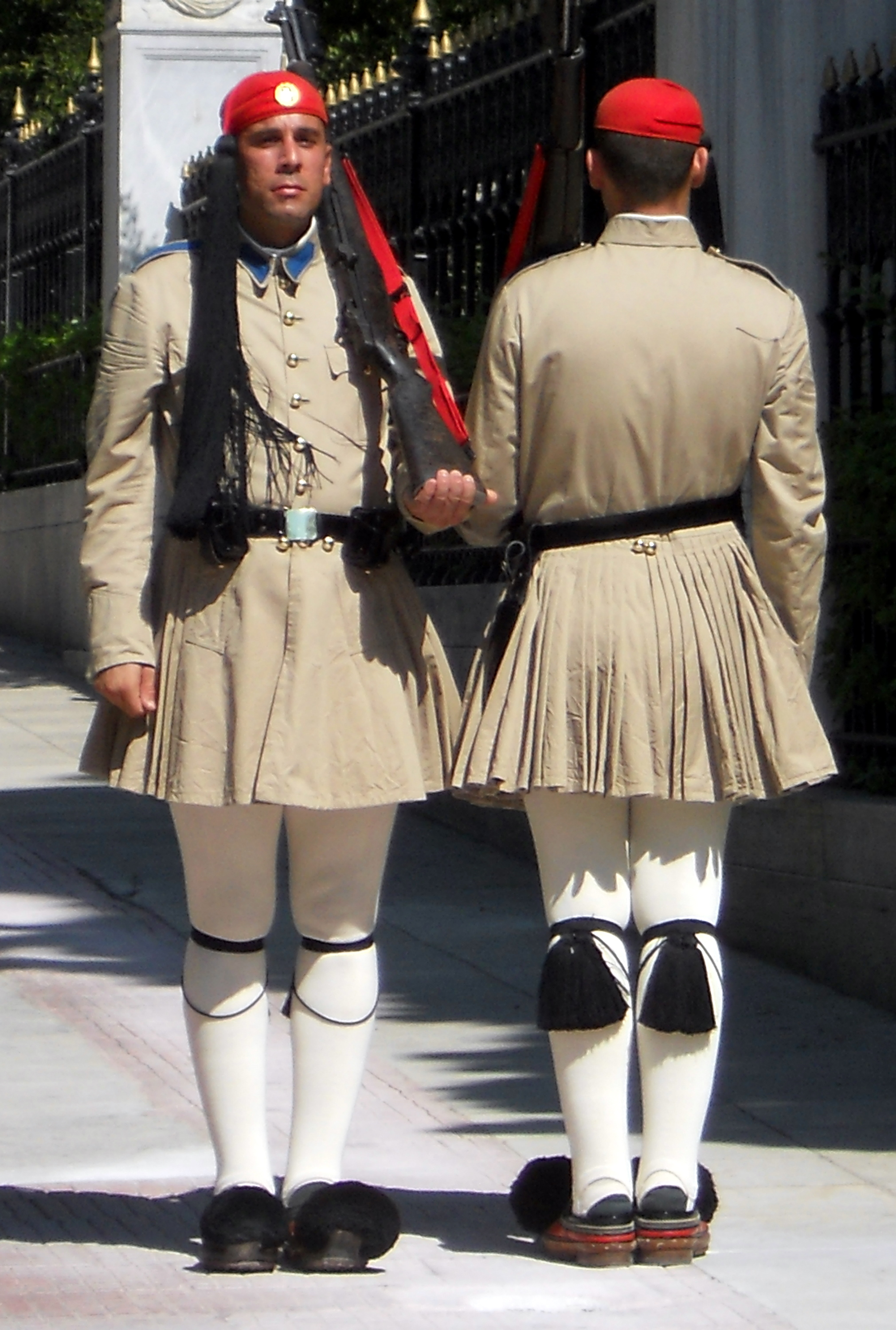
Wachen vor dem Präsidialpalais in Athen